# Сладка-Вода
Сладка-Вода (болг. Сладка вода) — село в Болгарии. Находится в Варненской области, входит в общину Дылгопол. Население составляет 24 человека.

## Политическая ситуация
Сладка-Вода подчиняется непосредственно общине и не имеет своего кмета.
Кмет (мэр) общины Дылгопол —  Светлё Христов Якимов (Движение за права и свободы(ДПС)) по результатам выборов в правление общины.